# Burgdorf
Burgdorf (en francés Berthoud) es una ciudad y comuna suiza del cantón de Berna, situada en el distrito administrativo del Emmental. Limita al norte con las comunas de Kirchberg y Wynigen, al este con Heimiswil, al sur con Hasle bei Burgdorf, Oberburg y Krauchthal, y al oeste con Mötschwil, Rüti bei Lyssach y Lyssach.
Hasta el 31 de diciembre de 2009 capital del distrito de Burgdorf.

## Geografía

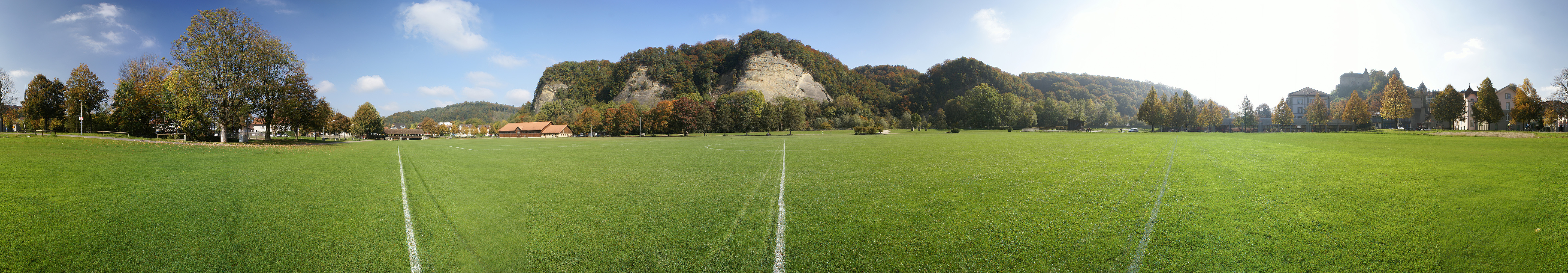
Panorama de Burgdorf

Burgdorf tiene una extensión de 15.6 km² que se reparte de la siguiente forma:
3.91 km² (25.1%) están dedicados a labores agrícolas, de donde un 18.1% se destina para cultivo de cereal y un 6.1% para pasto.
6.35 km² (40.7%) están cubiertos por densos bosques.
4.89 km² (31.3%) urbanizados, entre edificaciones y carreteras.
0.37 km² (2.4%) es el terreno que cubren los ríos, arroyos y manantiales.
0.05 km² (0.3%) son tierras improductivas.

## Escuelas
- Escuela Superior Técnica (ant.: Escuela de Ingenieros, Technikum)
  - Arquitectura, ingeniería civil y maderas Archivado el 16 de marzo de 2015 en Wayback Machine.
  - técnica e informática Archivado el 31 de agosto de 2005 en Wayback Machine.

## Monumentos
- Kornhaus: Centro suizo de cultura popular
- Castillo de Burgdorf.

## Personas destacadas
- Lisa della Casa, soprano.

## Ciudades hermanadas

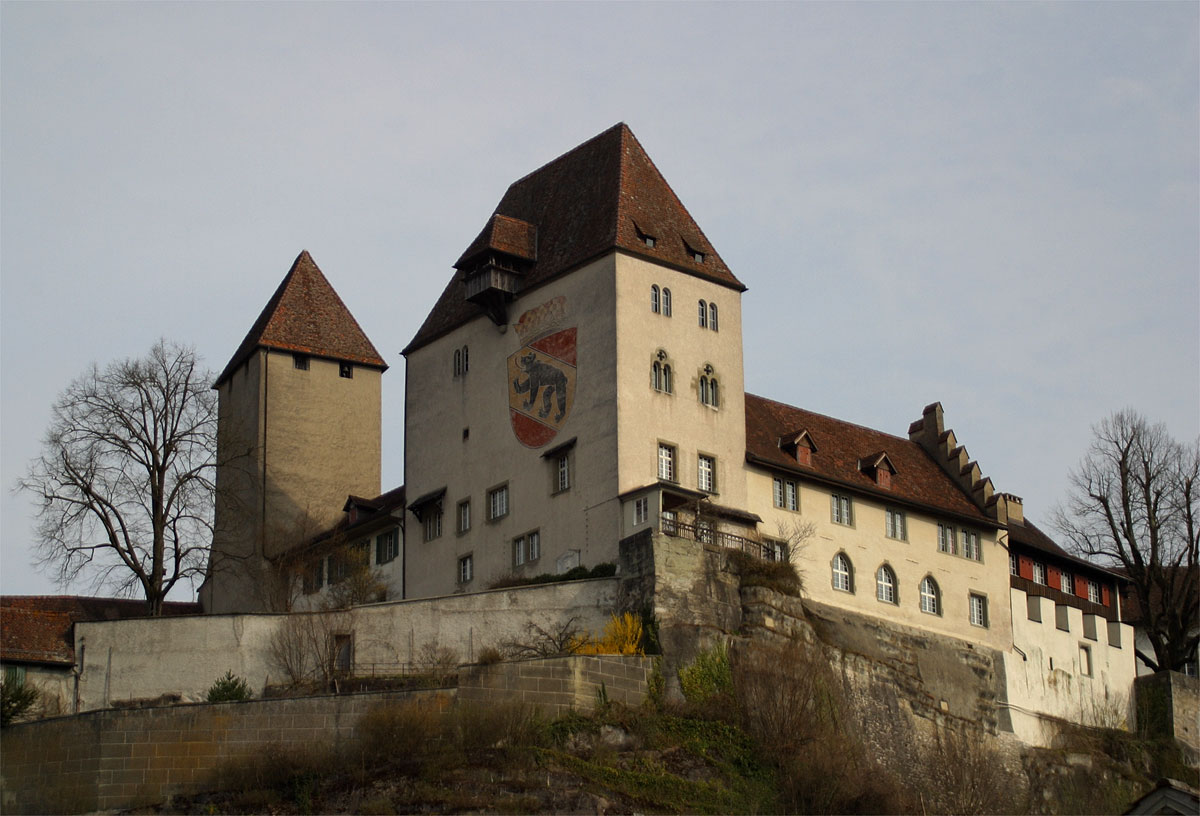
Castillo de Burgdorf.

- Epesses
- Burgdorf
- San Pellegrino Terme

## Transporte
Ferrocarril
En el núcleo urbano de Burgdorf existe una estación de ferrocarril donde paran trenes de larga distancia, regionales y de la red de cercanías S-Bahn Berna. Por la estación pasan las siguientes líneas ferroviarias:
- Línea FFS Berna - Zúrich
- Línea BLS Thun - Burgdorf - Soleura

Otros medios
- Líneas de autobús hacia Lyssach, Fraubrunnen y Wynigen
- Autopista A1, salida 39 Kirchberg